# Paradise Valley
Paradise Valley é uma vila localizada no estado americano do Arizona, no condado de Maricopa. Foi incorporada em 1961.

## Geografia
De acordo com o United States Census Bureau, a vila tem uma área de 40 km², onde 39,9 km² estão cobertos por terra e 0,1 km² por água.

### Localidades na vizinhança
O diagrama seguinte representa as localidades num raio de 24 km ao redor de Paradise Valley.

## Demografia
Segundo o censo nacional de 2010, a sua população é de 12 820 habitantes e sua densidade populacional é de 320,8 hab/km². Possui 5 643 residências, que resulta em uma densidade de 141,2 residências/km².